# Detektei Blunt
Detektei Blunt (Originaltitel Agatha Christie’s Partners in Crime) ist eine britische Fernsehserie, die auf den Kurzgeschichten von Agatha Christie mit Tommy und Tuppence Beresford aus der Sammlung Die Büchse der Pandora (Originaltitel Partners in Crime) beruht. Die Hauptrollen spielen James Warwick und Francesca Annis. Die Erstausstrahlung der Serie war von 1983 bis 1984. Die deutsche Erstausstrahlung erfolgte von Mai bis August 1986 im Südwest-Fernsehen.
Die Serie verfolgt die Abenteuer der Beresfords, die in London eine Detektei übernommen haben und jede Folge ist die Verfilmung einer der Kurzgeschichten des Buches. Die Verfilmungen halten sich eng an die Vorgaben des Buches. Allerdings werden die Parodien auf Detektivgeschichten aus der Zeit des Entstehens des Buches, die 1920er Jahre, nicht mit einbezogen, denn bis auf wenige Ausnahmen (die Figur des Sherlock Holmes und die Krimis von Edgar Wallace) sind diese heute nahezu vergessen.
Auch wurde die Suche nach dem Agenten, der Nummer 16 war, und die Geschichten um die blauen russischen Briefe weggelassen, deshalb wurden die Geschichten Das Abenteuer des finsteren Fremden, Blinde Kuh und Der Mann der Nummer 16 war nicht adaptiert.
Die Kameraleute der Serie waren Mike Humphreys, Tony Mander und Tim Piper, während für den Schnitt Ray Helm, Ray Weedon und Clifford West zuständig waren.

## Inhalt
Thomas „Tommy“ Beresford und Prudence „Tuppence“ Cowley, Ex-Soldat und ehemalige Krankenschwester, suchen einen neuen Job. Zufällig geraten sie in eine Polit-Affäre. Danach beschließen sie, ihre eigene Detektivagentur unter dem Namen „Blunt“ aufzubauen. Tommy nennt sich Mr. Blunt und hat einen Assistenten namens Albert. Sie lösen ihre Fälle mit Witz, Charme und in kniffliger Kleinarbeit. Bei ihrer Arbeit werden sie von Inspektor Marriott von Scotland Yard unterstützt, der Tuppence und Tommy häufig die Fälle überlässt, weil er glaubt, dass sie bei ihnen besser aufgehoben sind als in seiner Behörde. Im Laufe der Serie heiraten Tuppence und Tommy.

## Besetzung und Synchronisation
Die deutsche Synchronisation entstand nach Dialogbüchern von Eberhard Storeck und unter der Dialogregie von Günther Sauer durch die Synchronabteilung der Bavaria Atelier GmbH in München.
Die Schauspieler mit den meisten Auftritten waren:
| Schauspieler/in | Rolle                                | Synchronsprecher/in |
| --------------- | ------------------------------------ | ------------------- |
| Francesca Annis | Prudence „Tuppence“ Cowley/Beresford | Viktoria Brams      |
| James Warwick   | Thomas „Tommy“ Beresford             | Christian Quadflieg |
| Reece Dinsdale  | Albert                               | Ekkehardt Belle     |
| Arthur Cox      | Inspektor Marriott                   | Mogens von Gadow    |

## Die Episoden

### Übersicht
| Nr. | Deutscher Titel                                                 | Originaltitel                | Erstausstrahlung Vereinigtes Königreich | Deutschsprachige Erstausstrahlung (Deutschland) | Regie              | Drehbuch       | Vorlage                      |
| --- | --------------------------------------------------------------- | ---------------------------- | --------------------------------------- | ----------------------------------------------- | ------------------ | -------------- | ---------------------------- |
| 1 2 | Ein gefährlicher Gegner, Teil 1 Ein gefährlicher Gegner, Teil 2 | The Secret Adversary         | 9. Okt. 1983                            | 28. Mai 1986 4. Juni 1986                       | Tony Wharmby       | Pat Sandys     | Ein gefährlicher Gegner      |
| 3   | Die rosarote Perle                                              | The Affair of the Pink Pearl | 16. Okt. 1983                           | 11. Juni 1986                                   | Tony Wharmby       | David Butler   | Die rosa Perle               |
| 4   | Schleichendes Gift                                              | The House of Lurking Death   | 23. Okt. 1983                           | 18. Juni 1986                                   | Christopher Hodson | Jonathan Hales | Das Haus des Todes           |
| 5   | Das Geheimnis von Sunningdale                                   | The Sunningdale Mystery      | 30. Okt. 1983                           | 25. Juni 1986                                   | Tony Wharmby       | Jonathan Hales | Das Rätsel von Sunningdale   |
| 6   | Die Pfarrerstochter                                             | The Clergyman’s Daughter     | 6. Nov. 1983                            | 2. Juli 1986                                    | Paul Annett        | Paul Annett    | Die Pfarrerstochter          |
| 7   | Tod dem König                                                   | Finessing the King           | 27. Nov. 1983                           | 9. Juli 1986                                    | Christopher Hodson | Gerald Savory  | Der Herr in Zeitungspapier   |
| 8   | Die Stiefel des Botschafters                                    | The Ambassador’s Boots       | 4. Dez. 1983                            | 16. Juli 1986                                   | Paul Annett        | Paul Annett    | Die Stiefel des Botschafters |
| 9   | Der Mann im Nebel                                               | The Man in the Mist          | 11. Dez. 1983                           | 23. Juli 1986                                   | Christopher Hodson | Gerald Savory  | Der Mann im Nebel            |
| 10  | Ein todsicheres Alibi                                           | The Unbreakable Alibi        | 18. Dez. 1983                           | 30. Juli 1986                                   | Christopher Hodson | David Butler   | Ein unerschütterliches Alibi |
| 11  | Die verschwundene Lady                                          | The Case of the Missing Lady | 1. Jan. 1984                            | 6. Aug. 1986                                    | Paul Annett        | Jonathan Hales | Die verschwundene Dame       |
| 12  | Knisternde Blüten                                               | The Crackler                 | 14. Jan. 1984                           | 13. Aug. 1986                                   | Christopher Hodson | Gerald Savory  | Der Raschler                 |

### Weiterführendes

#### Ein gefährlicher Gegner
- Dauer:
  - Original: 1 Stunde 55 Minuten
  - Deutschland: 2 Teile zu je 60 Minuten

Nebenrollen:
- Arthur Cox als Detective Inspector Marriott
- Gavan O’Herlihy als Julius P. Hersheimmer
- Alec McCowen als Sir James Peele Edgerton
- Honor Blackman als Rita Vandemeyer
- Peter Barkworth als Carter
- Toria Fuller als Jane Finn
- John Fraser als Kramenin
- George Baker als Whittington
- Donald Houston als Boris
- Joseph Brady als Dr Hall
- Wolf Kahler als „The German“
- Peter Lovstrom als Henry
- Matthew Scurfield als Conrad
- Holly Watson als Kind am Strand
- Phyllida Hewat als Frau im Teeladen
- James Walker als First Clerk
- Mike Elles als Second Clerk
- Gabrielle Blunt als Annie
- Norman Hartley als Florist
- Roger Ostime als Ritz Hotel Rezeptionist
- Nicholas Geake als Watson
- Simon Watkins als Mann von Astley Priors
- Steve Fletcher als „Messenger Boy“

#### Die rosarote Perle
Die erste Folge der Serie kombiniert die ersten vier Kapitel des Buches und folgt diesen sehr eng. An Sherlock Holmes werden Referenzen gemacht, indem Tommy Violine spielt und ihn dabei nachahmt.
- Dauer: 52 Minuten

Nebenrollen:
- William Hootkins als Hamilton Betts
- Graham Crowden als Colonel Kingston-Bruce
- Susannah Morley als Beatrice Kingston-Bruce
- Arthur Cox als Detective Inspector Marriott
- Dulcie Gray als Lady Laura Barton
- Lynda La Plante als Phyllis Betts
- Charles Shaughnessy als John Rennie
- Fleur Chandler als Janet Smith
- Ursula Mohan als Elise
- Tim Woodward als Lawrence St Vincent
- Noël Dyson als Mrs Kingston-Bruce

#### Schleichendes Gift
- Dauer: 53 Minuten

Nebenrollen:
- Lynsey Baxter als Lois Hargreaves
- Kim Clifford als Rose Holloway
- Michael Cochrane als Captain Dennis Radcliffe
- Deddie Davies als Mrs Holloway
- Anita Dobson als Esther Quant
- Louisa Rix als Mary Chilcott
- Joan Sanderson als Rachel Logan
- Granville Saxton als Dr Burton
- Liz Smith als Hannah MacPherson

#### Das Geheimnis von Sunningdale
- Dauer: 50 Minuten

Nebenrollen:
- Jim Wiggins als Ticket Collector
- Edwin Brown als Hollaby Senior
- Terence Conoley als Major Barnard
- Denis Holmes als Lecky
- Denis Lill als Hollaby Junior
- Emily Moore als Doris Evans
- Robin Parkinson als Landlord
- Dorothea Phillips als Kellnerin
- Vivienne Ritchie als Mädchen

#### Die Pfarrerstochter
- Dauer: 52 Minuten

Nebenrollen:
- Jane Booker als Monica Deane
- Bill Dean als Edmund Hove
- David Delve als Percival Smart & Dr O’Neill
- Geoffrey Drew als Norman Partridge
- Alan Jones als Gerald Rush
- Elspeth MacNaughton als Bella Hove
- George Malpas als Frank Mulberry
- Pam St. Clement als Mrs Crockett
- Ben Stevens als Cockwell

#### Tod dem König
- Dauer: 51 Minuten

Nebenrollen:
- Benjamin Whitrow als Sir Arthur Merivale
- Anna Turner als Widow
- John Gillett als Dr Stoughton
- Annie Lambert als Lady Merivale
- Arthur Cox als Inspector Marriott
- Peter Blythe als Captain Bingo Hale

#### Die Stiefel des Botschafters
- Dauer: 53 Minuten

Nebenrollen:
- Moira Brooker als Tilly
- Michael Carter als Rodriguez
- Arthur Cox als Inspector Marriott
- Tricia George als Poppy St Albans
- Jennie Linden als Cicely March
- T. P. McKenna als Randolph Wilmot
- Clive Merrison als Richards
- Jo Ross als Gwen Foster
- Catherine Schell als Virma La Strange
- Norma West als Estelle Blaney

#### Der Mann im Nebel
- Dauer: 52 Minuten

Nebenrollen:
- Tim Brierley als James Reilly
- Mark Farmer als Page Boy
- Geoffrey Greenhill als Police Sergeant
- Constantine Gregory als Bulger Estcourt
- Christopher Johnston als P.C. Bamford
- Roger Kemp als Inspector Jeavons
- Valerie Lilley als Ellen
- Patrick Marley als Lord Leconbury
- Linda Marlowe als Gilda Glenn
- Anne Stallybrass als Dorothea Honeycott
- Paddy Ward als Barmann

#### Ein todsicheres Alibi
- Dauer: 51 Minuten

Nebenrollen:
- Ellis Dale als Henri
- Michael Jayes als Peter Le Marchant
- Preston Lockwood als Head Waiter
- Tim Meats als Montgomery Jones
- Anna Nygh als Una & Vera Drake
- Gay Soper als Hotel Receptionist
- Stephen Wale als Car Park Attendant
- Elaine Wells als Chamber Maid

#### Die verschwundene Lady
- Dauer: 51 Minuten

Nebenrollen:
- Rowena Cooper als Dr Irma Kleber
- Mischa de la Motte als Manservant
- Susie Fairfax als Mädchen im Shop
- Ewan Hooper als Dr Horriston
- Elspeth March als Lady Susan Clonray
- Elizabeth Murray als Hermione Leigh-Gordon
- Jonathan Newth als Gabriel Stavansson
- Tim Pearce als Muldoon

#### Knisternde Blüten
- Dauer: 51 Minuten

Nebenrollen:
- Carolle Rousseau als Marguerite Laidlaw
- David Quilter als Major Laidlaw
- Shane Rimmer als Hank Ryder
- Arthur Cox als Detective Inspector Marriott
- Christopher Scoular als Captain James Faulkener
- Peter Godfrey als Maybrick
- Lawrence Davidson als Monsieur Héroulade
- Terence Hillyer als Chauffeur
- Stan Pretty als Harry, der Barmann

## Auszeichnungen
| Preis                | Jahr | Kategorie                            | Person     | Resultat |
| -------------------- | ---- | ------------------------------------ | ---------- | -------- |
| Primetime Emmy Award | 1985 | Outstanding Graphic and Title Design | John Tribe | Gewonnen |